# هربرت بوهمه
هربرت بوهمه (بالألمانية: Herbert Böhme)‏ هو صحفي وكاتب وشاعر ألماني، ولد في 17 أكتوبر 1907 في فرانكفورت في ألمانيا، وتوفي في 23 أكتوبر 1971 في Lochham ‏ في ألمانيا.